# Człowiek z biczem
Człowiek z biczem (ang. Don Q, Son of Zorro) – amerykański niemy film płaszcza i szpady z 1925 roku w reżyserii Donalda Crispa na podst. powieści Don Q.’s Love Story Kate i Hesketha Hesketh-Prichardów, z udziałem Douglasa Fairbanksa. Kontynuacja Znaku Zorro z 1920 roku.

## Fabuła
Don César z hiszpańskiego rodu de Vega osiadłego w Nowej Hiszpanii kontynuuje rodzinną tradycję, w której każdy pierworodny pobiera edukację w Hiszpanii, po czym wraca do rodzinnej Kalifornii. W trakcie swego hiszpańskiego pobytu popisuje się umiejętnością władania biczem przed innymi studentami. Przypadkowo odcina pióro z czako Don Sebastiana z gwardii królewskiej. Don Sebastian nie przyjmuje przeprosin i toczy pojedynek przerwany przez uciekającego byka. Don Césarowi udaje się opanować sytuację.
Widzą to nieopodal królowa Izabela i jej gość z Austro-Węgier – arcyksiążę Paweł. Umiejętności Don Cesara robią na arcyksięciu wrażenie i żąda dla niego audiencji. Don César tymczasem poznaje Dolores de Muro, córkę generała de Muro – nadwornego szambelana. Wkrótce Don César staje przed królową i oznajmia, że jego ojciec – grand i ulubieniec ojca królowej – nauczył go wszystkich zdolności. Nocą baluje z arcyksięciem pod okiem Don Sebastiána. Zachodzą oni do tawerny, gdzie flirtując z tancerką obrażają bywalców. Don Sebastián wyprowadza siebie i arcyksięcia, ale zamyka drzwi Don Césarowi, który mimo to broni się przed oprychami.
Jednoczą się udając się do hacjendy generała de Muro. Dolores konsekwentnie odrzuca zaloty Don Sebastiána, a ten bezskutecznie próbuje wpłynąć na generała. Na balu organizowanym przez arcyksięcia Don César i Dolores wyznają sobie miłość. Gdy arcyksiążę naśmiewa z nieudanych zalotów Don Sebastiana, ten w złości go zabija szpadą i wrabia w to Don Césara. Przed śmiercią arcyksiążę zdążył zapisać na karcie tożsamość prawdziwego mordercy, ale zabiera ją Don Fabrique mający urazę do Dona Césara. Gwardia królewska aresztuje Don Césara za morderstwo i nakazuje natychmiastową egzekucję, aby zapobiec międzynarodowemu incydentowi. Generał de Muro oferuje mu dżentelmeńskie wyjście, dając mu sztylet. Don César fingując śmierć spada do fosy pod pałacem.
Miesiące później Don César ukrywający się w ruinach starego rodzinnego zamku przyjmuje tożsamość „Don Q”, dowiaduje się od swych służących, że Don Fabrique zostaje gubernatorem cywilnym, otrzymując regularne wypłaty od Don Sebastiána w zamian za milczenie, zaś ten żeni się z niechętną mu Dolores. O sytuacji syna informowany jest też Don Diego w Kalifornii, który wraz z Bernardem udaje się do Hiszpanii. Don Sebastián i Don Fabrique domyślają się, że ich wspólny adwersarz żyje i robią wszystko, by został schwytany.
Do tego zadania wyznaczony jest pułkownik Matsado. Podczas posilania się w karczmie zostaje obezwładniony przez Don Q. Ten podszywający się pod Matsado dociera do Don Fabrique’a i wraz z nim udaje się do ruin zamku de Vega. Prawdziwy Matsado i Don Sebastián od karczmarza Ramóna wyciągają informacje nt. Don Q i otaczają jego kryjówkę. Don Fabrique przyznaje się do wiedzy o zabójstwie arcyksięcia. W walce z żołnierzami Don Q pomaga niespodziewanie Don Diego w stroju Señora Zorro.
Señor Zorro ściga Don Fabrique’a uciekającego przed gniewem Don Sebastiánem. Po rozprawieniu się z żołnierzami Don César pokonuje i unieruchamia Don Sebastiana, ale jest otoczony przez chcącego go aresztować generałem de Muro. Dzięki Señorowi Zorro jego syn zostaje oczyszczony z zarzutów i jednoczy się z Dolores, a Don Sebastian i Don Fabrique aresztowani.

## Obsada
- Douglas Fairbanks –
  - Don Q / Don César de Vega,
  - Señor Zorro / Don Diego de Vega
- Mary Astor – Dolores de Muro
- Jack McDonald – generał de Muro
- Donald Crisp – Don Sebastián
- Jean Hersholt – Don Fabrique Borusta
- Warner Oland – arcyksiążę Paweł
- Albert MacQuarrie – pułkownik Matsado
- Lottie Pickford – Lola
- Charles Stevens – Robledo
- Tote Du Crow – Bernardo
- Martha Franklin – duenna
- Stella De Lanti – królowa Izabela
- Enrique Acosta – Ramón
- Juliette Belanger – tancerka
- Roy Coulson – adorator tancerki